# Uğur Bulut
Uğur Bulut (* 9. Januar 1990 in Sivas) ist ein türkischer Fußballspieler.

## Karriere
Bulut begann mit dem Vereinsfußball in der Nachwuchsabteilung von Sivas Demirspor. 2005 wechselte er in die Jugendabteilung von Sivasspor, kehrte aber bereits nach einer Saison wieder zurück.
Seine Profikarriere startete er 2009 bei Düzcespor. Nachdem er hier zwei Jahre gespielt hatte, zog er zu Ünyespor weiter. Anschließend spielte er der Reihe nach bei Anadolu Selçukluspor und Yeni Malatyaspor.
Zur Saison 2014/15 sollte Bulut erst in die TFF 1. Lig zum nordtürkischen Vertreter Giresunspor wechseln. Nachdem dieser Transfer nicht zustande gekommen war, wechselte er zum Drittligisten Fethiyespor.